# Języki bantu P
Języki bantu P – grupa geograficzna języków bantu z wielkiej rodziny języków nigero-kongijskich. Wchodzi w skład grupy języków bantu centralnych. Swoim zasięgiem języki bantu P obejmują Malawi, Mozambik i Tanzanię.

## Klasyfikacja
Poniżej przedstawiono klasyfikację języków bantu P według Guthriego zaktualizowaną przez J.F. Maho. Klasyfikacja Ethnologue bazuje na klasyfikacji Guthriego, jednak odbiega od niej znacznie, m.in. stosuje inny kod – trzyliterowy oparty na ISO 639 i inaczej grupuje języki.

### P10Języki matumbi
P11/12 ndengereko-rufiji
P11 ndengereko
P12  rufiji – ruihi
P13 matumbi – kimatumbi
P14 ngindo
P15 mbunga

### P20Języki yao
P21/22 yao-wwera
P21 yao – ciyao
P22 mwera
P23 makonde, włączając machinga
P24 ndonde – mawanda
P25 mabiha

### P30Języki makhuwa
P31 makhuwa – emakhuwa, makua
P31A  środkowy makua – „makhuwa-makhuwana”
P31B me(e)tto
P31C chirima – szirima, włączając kokola, lolo, manyawa, marenje i takwane
P31D marrevone
P31E enahara – naharra
P31F esaka
P31G ruvuma makua, włączając imithupi i ikorovere
P311 koti – ekoti, „angoje”
P312 sakati – sangaji, nathembo
P32 lomwe – zachodni makhuwa
P33 ngulu
P331 lomwe w Malawi
P34 echuwabo – cuabo, włączając maindo
P341 moniga